# Douglas Booth

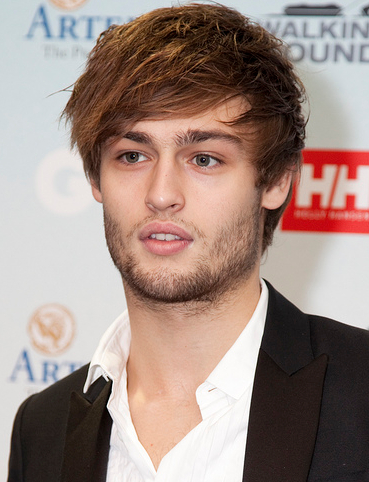
Douglas Booth (2011)

Douglas John Booth (* 9. Juli 1992 in London-Greenwich) ist ein britischer Schauspieler und Model.

## Leben
Douglas Booths Vater ist Brite, seine Mutter von spanischer und niederländischer Herkunft. Er hat eine ältere Schwester namens Abigail. Booth wuchs zunächst in Greenwich auf und zog im Alter von zehn Jahren nach Sevenoaks in Kent.
Booth ist Legastheniker und fand es bis zum Alter von zehn Jahren „sehr schwer“, zu lesen oder zu schreiben. Er bleibt ein „wirklich langsamer Leser“. Er entwickelte sein Interesse am Schauspiel im Alter von zwölf Jahren, nachdem er in einer Schulproduktion von Agamemnon mitgewirkt hatte. Im Alter von fünfzehn Jahren trat Booth der Agentur von Curtis Brown bei.
Booths erste professionelle Rolle war in dem Kinderfilm „From Time to Time“ (2009) von Julian Fellowes mit Maggie Smith und Timothy Spall. In den Jahren 2009 und 2010 modelte Booth für die englische Modemarke Burberry, unter anderem gemeinsam mit Emma Watson und Lily Donaldson.
Der Durchbruch gelang ihm 2010 in der Rolle des Popstars Boy George in dem BBC-Two-Drama Worried About the Boy. In dem Filmepos Die Säulen der Erde (2010) hatte er eine kleine Rolle als Prinz Eustach.
Booth spielte die Rolle von Pip in der BBC-One-Adaption von Charles Dickens’ Große Erwartungen (2011) neben Gillian Anderson und Ray Winstone. Ausgestrahlt über die Weihnachtszeit, war die Miniserie ein großer Erfolg. Ebenfalls 2011 war Booth in dem BBC-Film Christopher und Heinz – Eine Liebe in Berlin zu sehen, der sich mit Christopher Isherwoods prägenden Jahren im Berlin der dreißiger Jahre beschäftigte. Er spielte Heinz, einen deutschen Straßenkehrer, der der Liebhaber von Matt Smiths Isherwood wurde. Im Jahr 2012 spielte er an der Seite von Miley Cyrus und Demi Moore in der Teenager-Komödie LOL. 2013 spielte Booth neben Hailee Steinfeld in Carlo Carleis Verfilmung von Shakespeares Romeo und Julia. 2014 erschien Booth als Shem in Darren Aronofskys biblischem Epos Noah  neben Emma Watson.
Booth spielte im September 2014 neben Sam Claflin, Max Irons und Freddie Fox in der schwarzen Komödie The Riot Club unter der Regie von Lone Scherfig. Das Ensemble-Stück zeigt zehn Mitglieder einer exklusiven Tischgesellschaft der Universität Oxford, bekannt als The Riot Club. 2015 spielte er in dem Science-Fiction-Film Jupiter Ascending neben Stars wie Mila Kunis, Channing Tatum und Eddie Redmayne.
Er spielte Mr. Bingley in Stolz und Vorurteil und Zombies (2016), einer Adaption des gleichnamigen Romans von Seth Grahame-Smith.
Im internationalen Film Loving Vincent (2017) spielte Booth die Rolle des Armand Roulin, dem Sohn eines Freundes von Vincent, der beauftragt wurde, einen Brief von Vincent an dessen Bruder zu überbringen. Dieser führte ihn auf eine Reise verschiedener Geschichten von Vincent und seinem Tod. In The Dirt – Sie wollten Sex, Drugs & Rock’n’Roll, der Netflix-Verfilmung der gleichnamigen Bandbiografie über Mötley Crüe, verkörperte Booth 2019 Nikki Sixx.

## Sonstiges
Im Jahr 2015 wurde er von der Zeitschrift GQ zu einem der 50 am besten gekleideten britischen Männer gezählt.
Er hat die feministische Kampagne HeForShe unterstützt und bezeichnet sich selbst als „leidenschaftlichen Unterstützer der Gleichstellung der Geschlechter“.
Er ist seit 2016 mit Bel Powley zusammen, die er am Set zu Mary Shelley kennengelernt hatte.

## Filmografie
- 2006: Hunters of the Kahri
- 2009: From Time to Time
- 2010: Worried About the Boy
- 2010: Die Säulen der Erde (The Pillars of the Earth)
- 2010: Christopher und Heinz – Eine Liebe in Berlin (Christopher and His Kind)
- 2011: Geography of the Hapless Heart
- 2011: Große Erwartungen (Great Expectations)
- 2012: In Love With Dickens
- 2012: LOL
- 2013: Romeo und Julia (Romeo and Juliet)
- 2014: Noah
- 2014: The Riot Club
- 2015: Jupiter Ascending
- 2015: Und dann gabs keines mehr (And Then There Were None, Miniserie)
- 2016: Stolz und Vorurteil und Zombies (Pride and Prejudice and Zombies)
- 2016: The Limehouse Golem
- 2017: Loving Vincent
- 2017: Mary Shelley
- 2019: The Dirt – Sie wollten Sex, Drugs & Rock’n’Roll (The Dirt)
- 2020: Mein Jahr in New York (My Salinger Year)
- 2023: Shoshana
- 2022: Goblins – Tödliche Biester (Unwelcome)
- 2025: Sandman (The Sandman, Fernsehserie, 2 Episoden)